# Iris laevigata
Iris laevigata är en irisväxtart som beskrevs av Fisch.. Iris laevigata ingår i släktet irisar, och familjen irisväxter. Inga underarter finns listade i Catalogue of Life.

## Bildgalleri

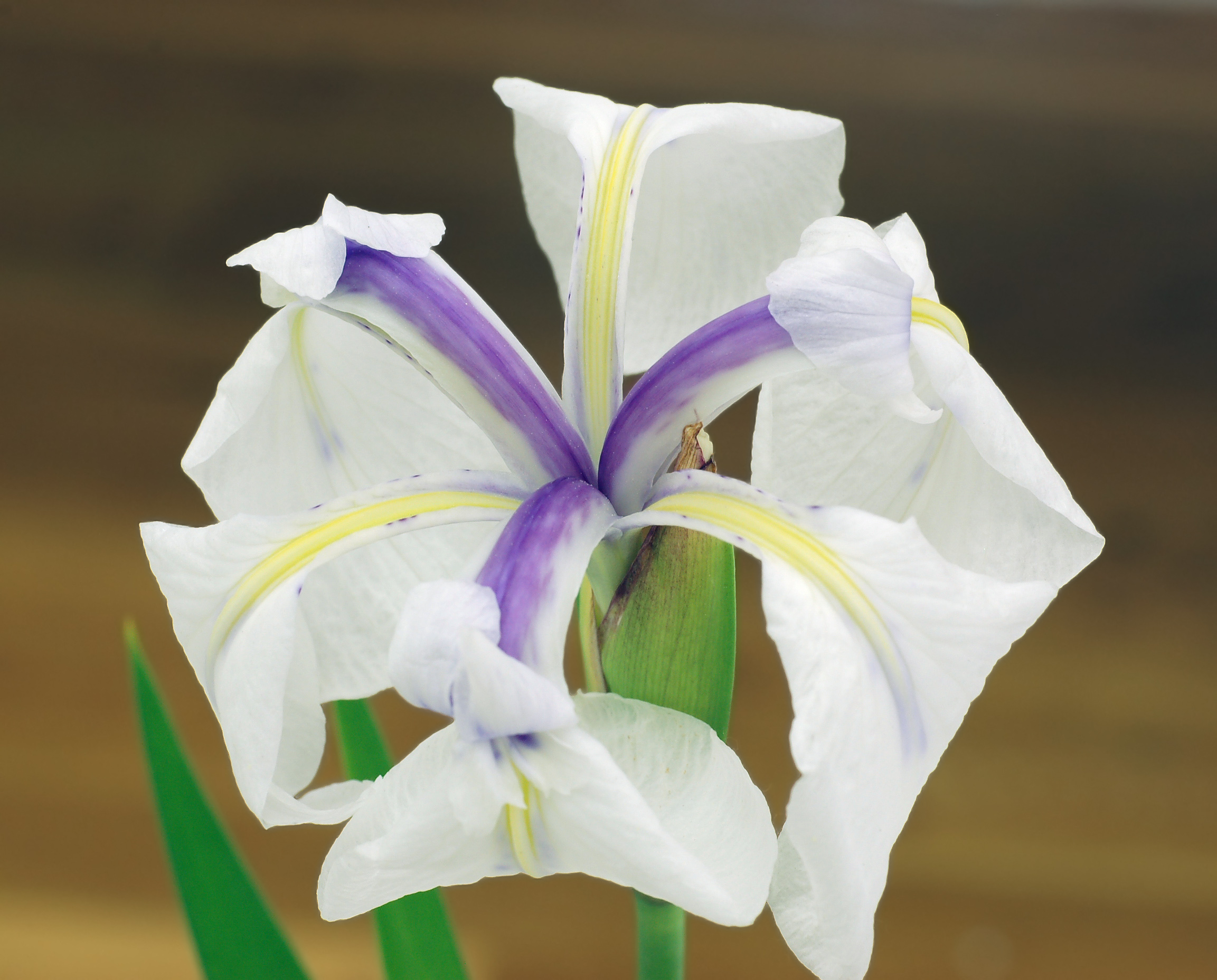
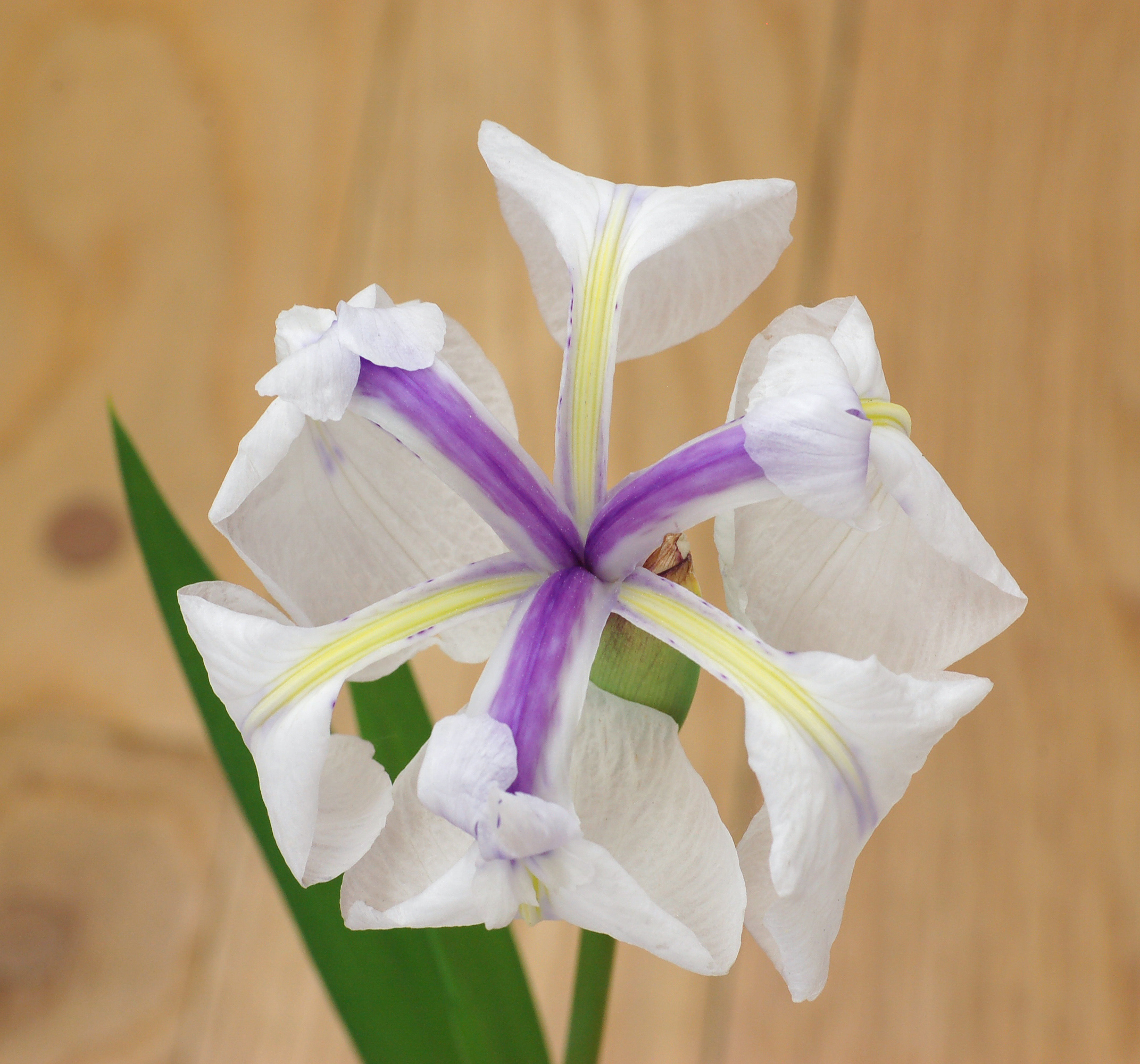
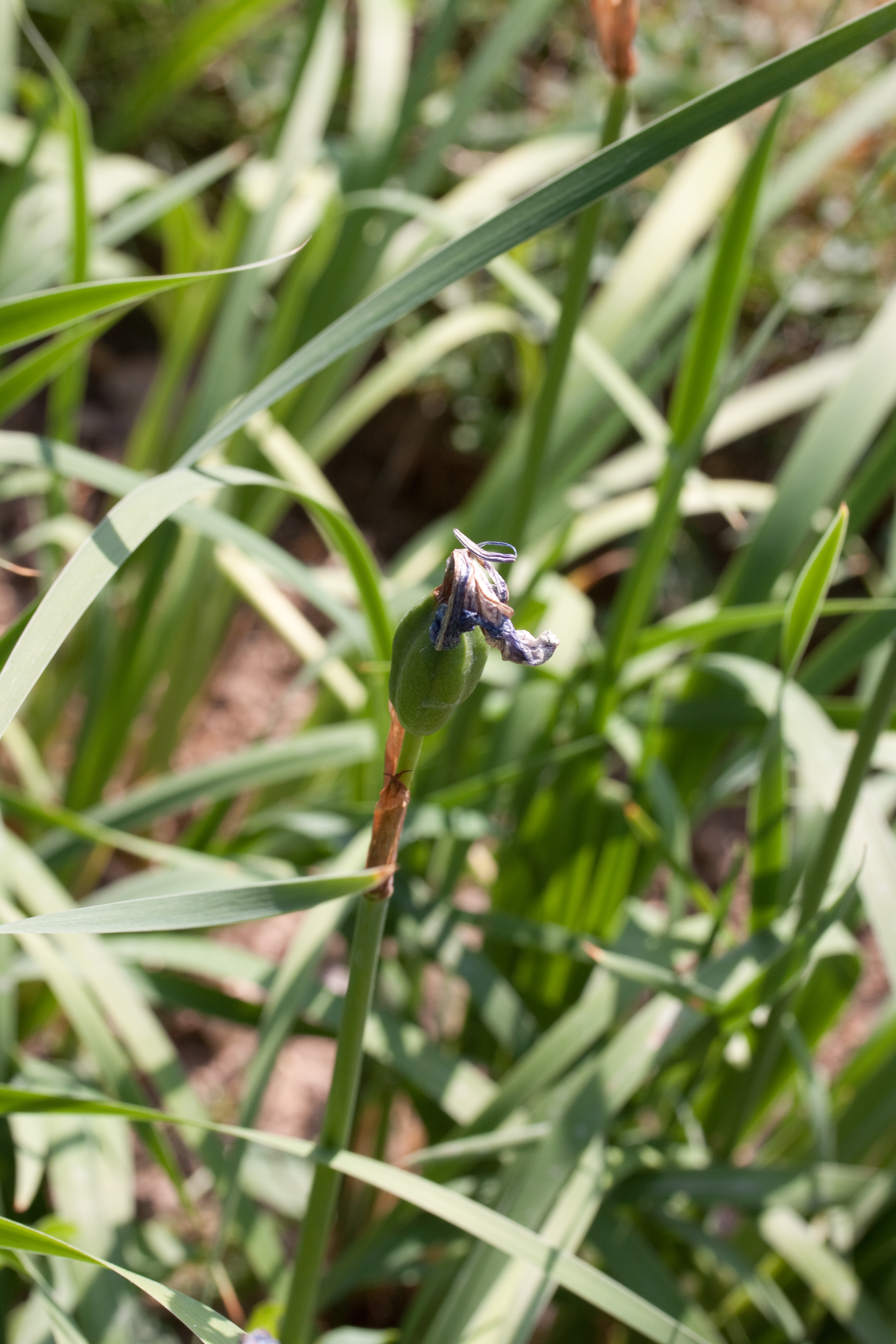